# 유집
유집(劉輯, 234년? ~ 264년?)은 중국 촉한(蜀漢)의 소열제(昭烈帝) 유비(劉備)의 손자로, 아버지는 유리(劉理)이다.

## 행적
무읍후(武邑侯)였으나, 유승(劉承)이 죽어 후사가 끊기자 경요 4년(261년)에 안평왕(安平王)으로 봉해졌다. 263년, 조위에 의해 촉한이 멸망하자 조위에 의해 제후에 봉해지게 된다.